# San José Texaluca
San José Texaluca är en ort i Mexiko.   Den ligger i kommunen Tzicatlacoyan och delstaten Puebla, i den sydöstra delen av landet, 120 km sydost om huvudstaden Mexico City. San José Texaluca ligger 2 120 meter över havet och antalet invånare är 776.
Terrängen runt San José Texaluca är kuperad åt sydost, men åt nordväst är den platt. Runt San José Texaluca är det ganska tätbefolkat, med 62 invånare per kvadratkilometer. Närmaste större samhälle är Puebla de Zaragoza, 17,3 km norr om San José Texaluca. Trakten runt San José Texaluca består till största delen av jordbruksmark.